# Cuadernos de Bellas Artes
Cuadernos de Bellas Artes fue una revista publicada en México entre 1960 y 1964.

## Inicios
Cuadernos de Bellas Artes fue un proyecto bajo el Instituto Nacional de Bellas Artes (INBA). Anterior a estos, estuvo México en el Arte (1948-1952); Bellas Artes (1956-1957) y Las Letras Patrias (1954.1959). El primer número se publicó en agosto de 1960 y el último en noviembre de 1964. Se convocaron a escritores de ficción, crítica o aquellos interesados en debatir sobre tópicos de estética.
México estaba pasando un momento de presupuesto recortado, por lo cual la Secretaría de Educación Pública (México) se asignó un estado de límite frente al gasto excesivo. Se acordó que la edición de este proyecto sería en un "término medio de elegancia" pues el objetivo de la fácil difusión exigía que los precios debían ser accesibles.

## Elaboración
Se publicaron un total de 53 números, con una única entrega doble, correspondiente a julio-agosto de 1962. La revista inició una sección llamada “La vida cultural”. En ella se escribían notas acerca de las diferentes disciplinas que abarca el INBA: danza, teatro, literatura, música, artes plásticas y arquitectura.
Las portadas eran pinturas de artistas mexicanos y extranjeros que eran empleadas para presentar cada número de esta revista. Generalmente en el interior de cada ejemplar se encuentra un ensayo sobre el autor de laportada. S encuentran trabajos de Raúl Anguiano, Juan Soriano, José Chávez Morado, David Antón, Zurbarán, Leonora Carrington, Francisco Montero Capdevila, Rafael Coronel, Alberto Gironella, Manuel Granados, Roberto Montenegro, José Reyes Meza, Remedios Varo, Eugene Delacroix, Matías Goeritz, entre otros.
"En el número 2, de septiembre de 1960, sale Hugo Argüelles y queda como único redactor Diego de Meza. En enero de 1962 asume la dirección Elías Nandino, y el secretario de redacción es Mario Duncan. Ramón Puyol fue director artístico durante toda la vida de la publicación. En 1962 inició la sección denominada “Música”. En 1963 se agregaron “Microscopio Cultural” y “Libros del extranjero”, que continuaron hasta el final de la revista. En el último año se agregó “revistas Literarias”. Ninguna sección aparece firmada. La publicación se presenta tamaño carta".